# 音乐喷泉
音樂噴泉是一種經過精心編排隨著音樂節奏而起舞的人工噴泉，噴泉水柱擺動及燈光明暗配合而產生不同的視覺效果形成音樂噴泉。在建築藝術中也被稱爲“水舞”。現代音樂噴泉多使用數百個以上噴水口及燈光設備，并與激光、視頻投影等技術配合以計算機自動控制進行表演，規模龐大且造價高昂。

## 發展

### 歷史
有記錄以來最早的音樂噴泉是由匈牙利機械工程師彼得·博多（Péter Bodor）於1820年-1822年間在特蘭西瓦尼亞特爾古穆列什建造的一座鳴鐘噴泉。這是一座由水力驅動的機械音樂噴泉，每六小時播放一次鐘聲，頂部有一個每24小時轉一圈的鍍金雕像。在1836年的一場暴風雪中噴泉的音樂裝置被摧毀並且未被修復，噴泉本身也於1911年被拆除。
1891年捷克電氣工程師弗蘭蒂謝克·克列謝克在布拉格世界博覽會上建造最早使用燈光的噴泉。

### 工程設計
音樂噴泉早期是由現場操作員手動控制泵或閥門以及通過開關控制燈光。後來編舞可以預先錄製在一張打孔紙卡上，然後由計算機掃描來控制噴泉，後期打孔卡則被磁帶及CD所取代。現代的噴泉則多通過計算機軟件輔助編舞，并通过計算機自動控制進行表演。

## 著名音樂噴泉

### 杜拜噴泉

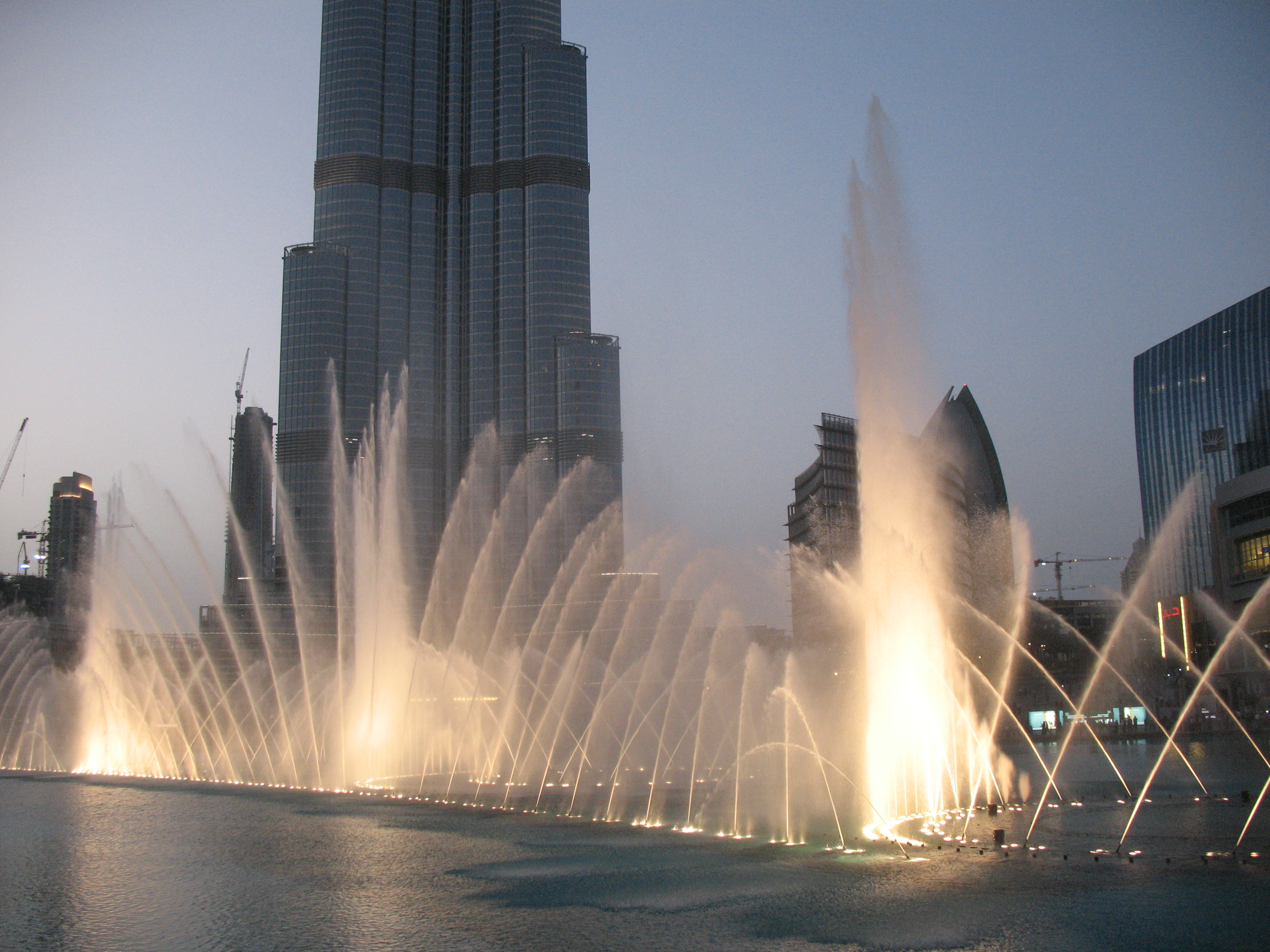
傍晚的噴泉

位於杜拜哈利法塔湖（Burj Lake）中的杜拜噴泉修建於2009年。其噴泉長度達275米，裝有可發出氣爆聲的特殊噴嘴，噴水高度最高可達150米，是世界最大的噴泉之一。

### 百樂宫噴泉

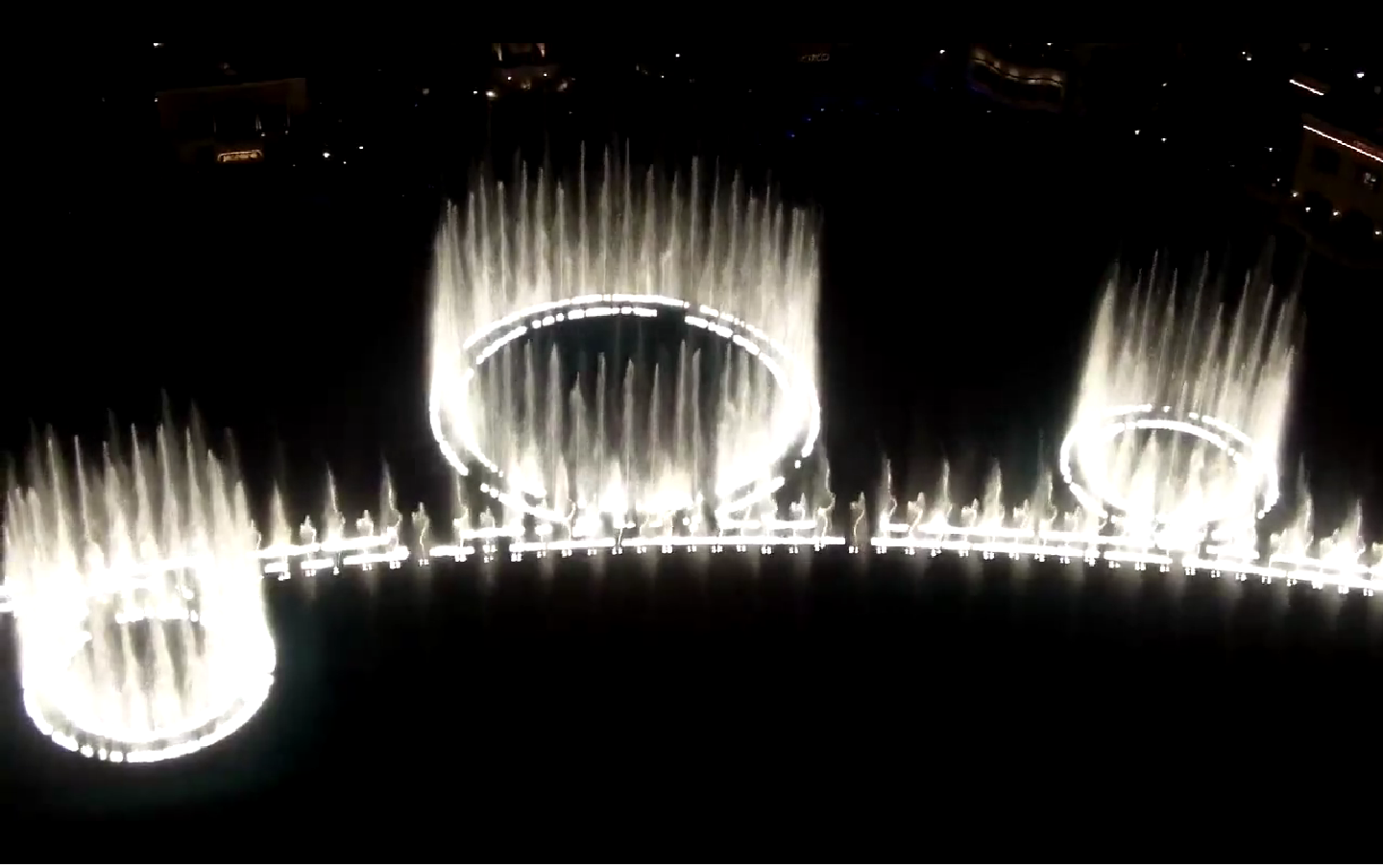
噴泉全景（當中的Extreme shooter未有啓用，其位置為中心圓形的內部）

其座落於拉斯維加斯百樂宮酒店門前面積達32,000平方米的巨型人工湖，占地12公頃，容量50萬加崙，拥有1196個噴水孔和超過5000盞燈光，最大的噴嘴可把水噴到140米。每年都吸引了相當多的遊客。
該音樂噴泉由WET Design設計，并于1998年10月建成，也是該公司最有名的代表作。Bellagio Fountain的噴泉款式有幾種，分別有霧化噴泉，780支Mini Shooters®，208支Oarsmen®，192支Super Shooters®以及16支Extreme Shooters®（此噴泉於2005年加裝），而燈光上，則設有5000盞黃白色鹵素燈光+黃白色LED Phoenix Lights燈光。整個噴泉設備為一個大弧形，在中間有一個大圓形，在兩旁有兩個較小的圓形。WET design公司表示，未來會在此噴泉中安裝新產品。
現知Bellagio Fountain一共有33首表演音樂。

### 西湖音樂噴泉

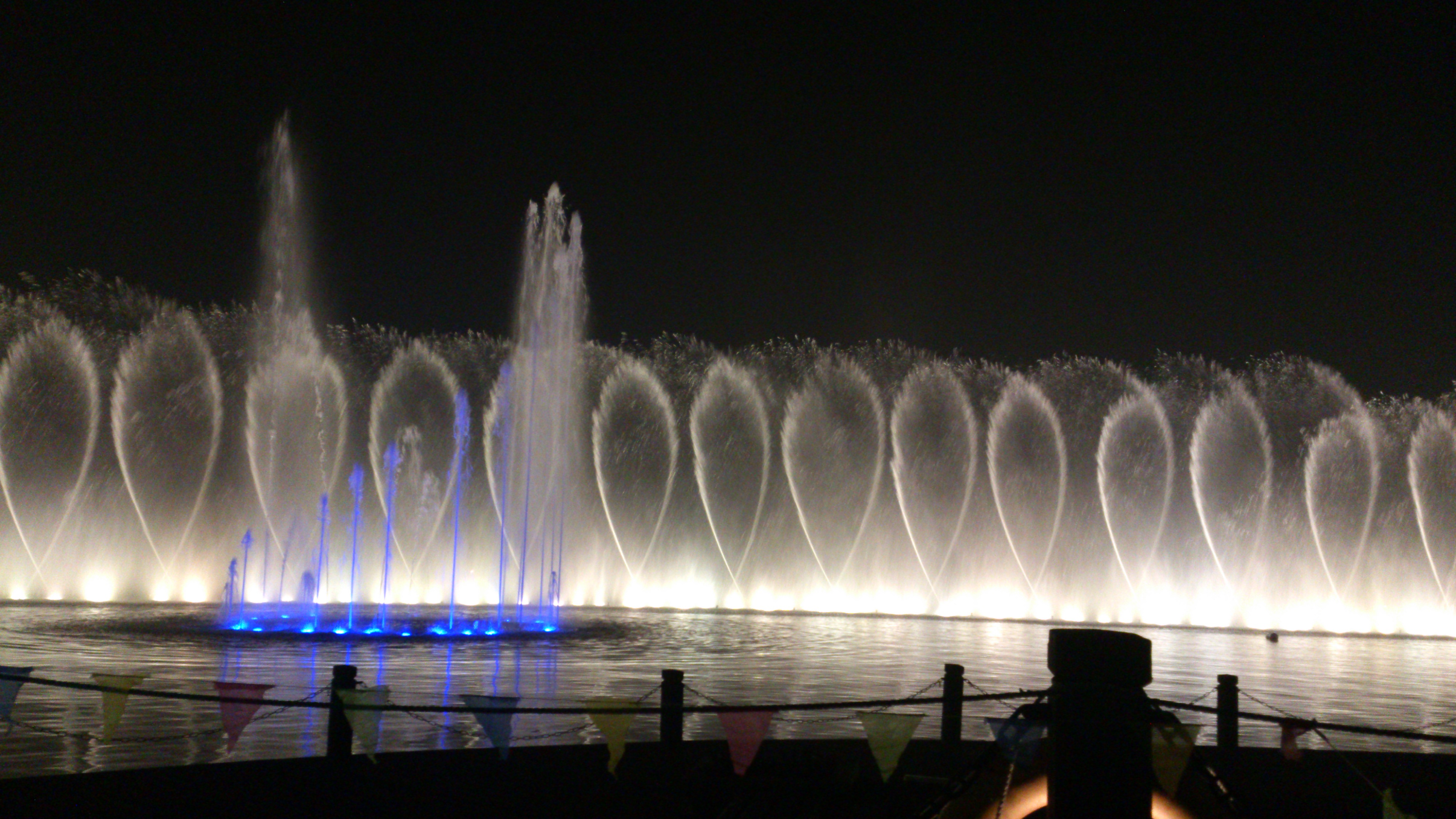
晚間西湖音樂噴泉表演（2014年11月）

西湖音樂噴泉，最初由杭州明珠音樂噴泉有限公司興建，位於杭州湖濱三公園的湖中，噴泉範圍長約100米、寬約2米，形狀呈弧形，整個音樂噴泉主要有五大噴嘴類別，分別為數碼噴泉（噴嘴能作360度轉動），噴霧噴泉，跑泉，大拱形噴泉和60米主噴，而噴泉的形狀和拉斯維加斯的Bellagio Fountain相似。
在燈光方面，它全用LED水燈，每盞燈可有不同顏色的轉變。在音樂選材方面，也很廣泛， 包括《紫竹調》、《西班牙鬥牛士》、《愛我中華》、《春節序曲》、《好日子》、《金蛇狂舞》、《金綫挑來銀綫綉》、《梁祝》、《水仙花》、《夢想天堂》、《千年等一回》、《命運》、《卡門進行曲》、《卡薩布蘭卡》、《拉德斯基本進行曲》、《斯拉夫女人的告別》、《藍色多瑙河》、《彎彎的月亮》、《小提琴》等。

### 澳門永利酒店音樂噴泉

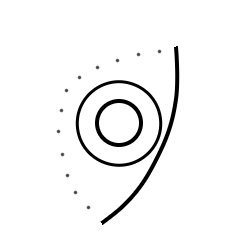
永利渡假村噴泉噴嘴分佈圖

永利渡假酒店正門的音樂噴泉由著名噴泉公司WET Design所建造，是該酒店非常引人注目的節目，是東亞第二個引進了其公司專利噴泉技術Mini Shooters® 的音樂噴泉（另一個有Mini Shooters® 的音樂噴泉（第一代）座落於日本的Canal City（博多運河城）），同時也是東亞首引進了其公司的風速技術，此噴泉於2012的升級中加入低演模式，是將Mini Shooters®及micro shooters®降低高度和將Oarsmen®在部份表演中減少演出。
音樂噴泉週一至週三由中午12時至晚上10時每隔30分鐘一次表演一場，周四至周日中午12時至晚上7時每隔30分鐘一場，每天晚上7至10時每隔20分鐘一場。
由每場表演由2分鐘至5分鐘不等，視音樂長度。傍晚開始會配合燈光一併表演。而火焰會在特定數首音樂出現，而噴泉每逢正點時會有火焰表演。

### 澳門永利皇宮音樂噴泉

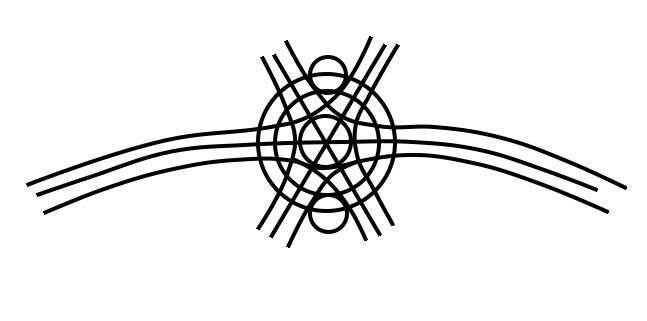
永利皇宮音樂噴泉佈局初版

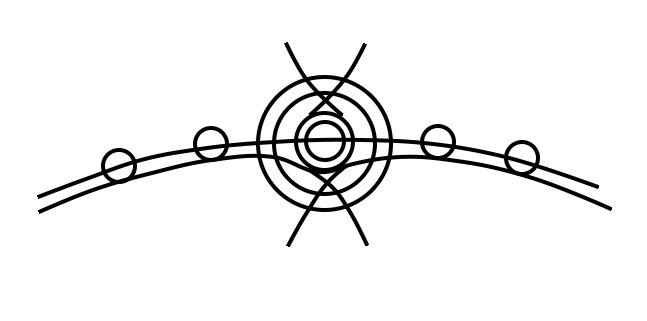
永利皇宮音樂噴泉佈局最終版

音樂噴泉座落於永利皇宮人工表演湖上，佔地8英畝，裝有超過2,114盞LED燈泡，每20分鐘表演一次，時間由每日中午12時至凌晨12時，表演約3-5分鐘。噴泉由WET Design設計和興建。
噴泉的佈局方面，最初版本為中心由3個同心圓組成，當中包括了Oarsmen®,Mini Shooters® 和Super Shooters®，並採用彩色LED燈泡，此外中心有X形噴泉佈局，Shooters®穿插於同心圓，X形佈局兩端有2個小圓噴泉佈局，中心左右有3條平行長孤線噴泉佈局。這佈局在2016年初時已安裝並調試，但最終的噴泉佈局出現調整。原有3條平行長孤線噴泉佈局改為2條平行長孤線，X形佈局兩端有2個小圓噴泉佈局改為4個小圓噴泉佈局分佈在2條平行長孤線。彩色LED燈泡則改為紅白色燈泡。

### Grand Haven Musical Fountain
Grand Haven Musical Fountain，位於美國密歇根州渥太華郡格蘭德港的一個音樂噴泉，由William Morris Booth II於1962年建造，成本為US$250,000。當時曾經是世界最大型音樂噴泉之一。
該音樂噴泉款式一共有七款，包括Peacock（大扇形噴泉），Bazookas（拱門噴泉），Spout（主噴），Sweeps（縱向搖擺噴泉），Back and front curtains（直上水幕噴泉），Rings（多層禮花噴泉），Candelabras（固定斜向噴泉）。而燈光方面，2013年前使用紅、藍、黃、白燈，透過混合顏色造出一些變色效果；2013後，燈光全部番新，採用RGB LED燈，節省電力之餘，大大提升了燈光顏色變化和亮度。
於2006年9月，官方向大眾推出一個名為Grand Haven Musical Fountain Animated Choreographer的音樂噴泉表演設計軟件, 達至全民當義工設計音樂噴泉表演的概念，此軟件甚至吸引國外網民設計，包括來自香港的設計。用家只需要有.mp3 / .wav 的音樂，之後在軟件開啟音樂檔，大家便可在指定時間點設計不同的噴泉高度和燈光顏色，完成作品後可上載至其官方網站並由相關負責人評審，合格的作品可在作為表演的內容。2016年，公佈快將推出全新的音樂噴泉表演設計軟件，並於2018年3月尾公開1.51版本供大家下載使用，大家先向官方提出你想設計的曲目，再由他們判定是否接受使用此曲目方可設計，當大家設計完表演，需要放去DropBox再電郵聯絡官方審核，成功後便會在音樂噴泉亮相。

### Aquanura

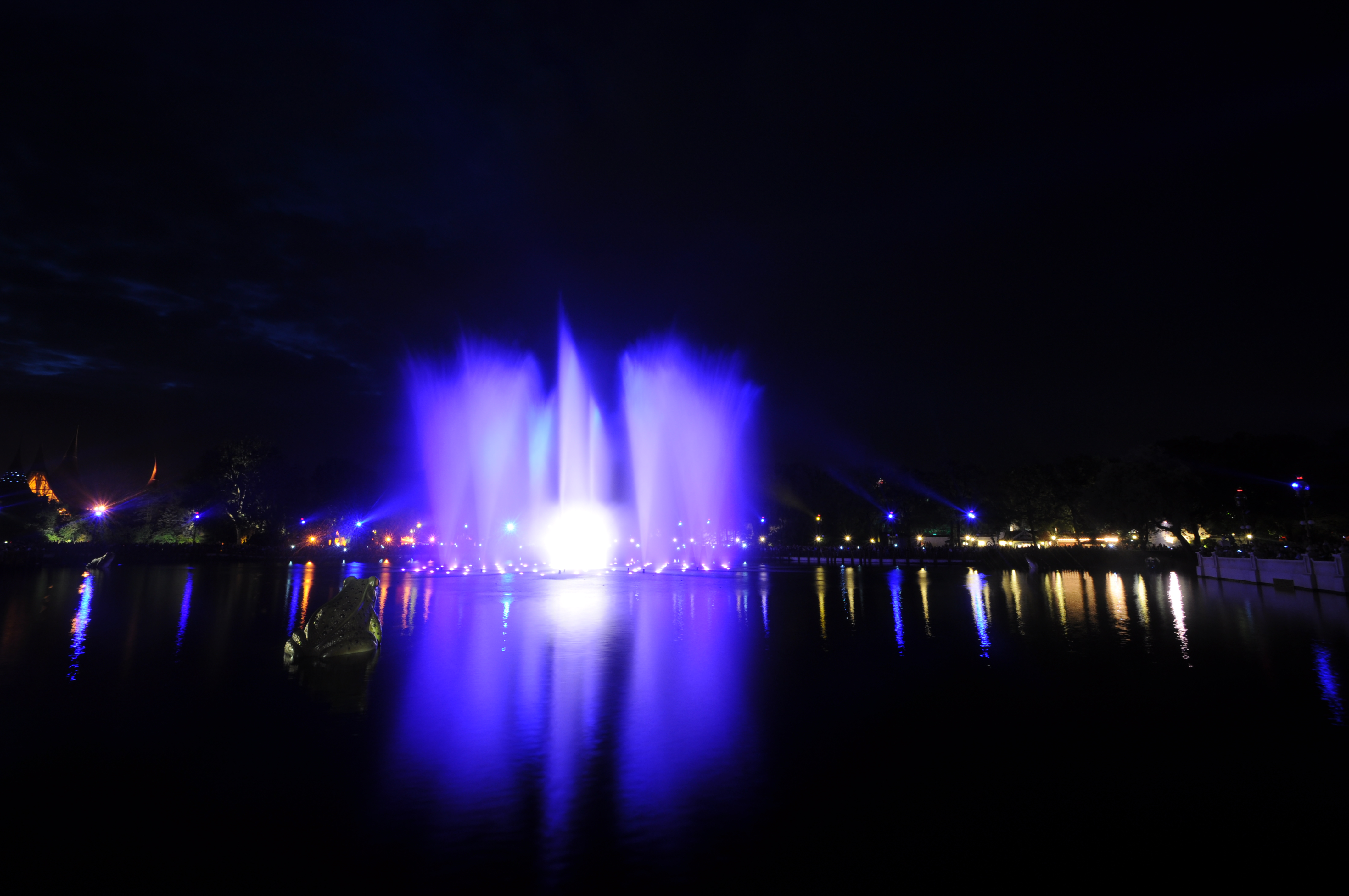
Aquanura（艾夫特琳）

Aquanura, 位於荷兰北布拉班特省。位于荷兰艾夫特琳主题公园内的Aquanura喷泉系统，于2012年为纪念该公园60周年而修建。 221個噴水孔，超過900盞燈光，最高的噴泉Super Shooters®可把水噴到45米。全部由美國水景設計公司WET Design設計，2012年5月完工。該音樂噴泉由WET Design設計和建成，也是該公司的代表作之一。
Aquanura的噴泉款式在WET的工程中最多，分別有85支Mini shooters®，12支single axis oarsmen®，8支arching analog jets®，10支Fan Oarsmen®，21支bloom jets®，69支Bloom Shooters/Lily Jets®，4支Super shooters，12支Fire Oarsmen®，霧噴泉。

### World of Colour

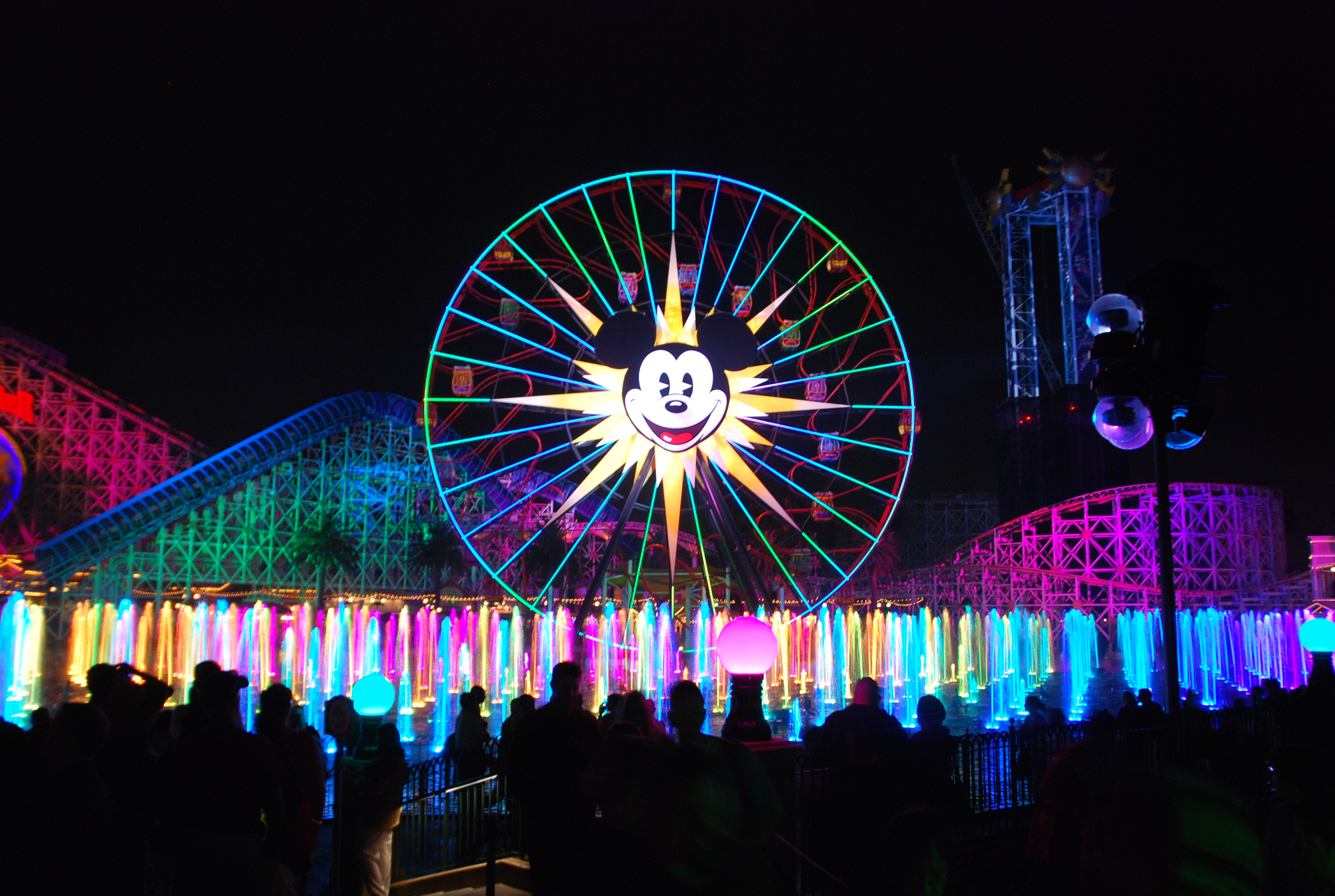
World of Colour 全景

World of Colour為華特迪士尼於2009年起，在加州的迪士尼樂園興建的一個音樂噴泉，作為該樂園全新晚間節目之用。整個項目耗資7500萬美元，利用15個月時間進行安裝，並於2010年6月11日正式開放。噴泉設有超過1200個噴泉，包括數碼噴泉，直上，跑泉等，中間更有數十支氣爆噴泉，高度超過25米，亦設有激光，火焰噴射器和水幕。華特迪士尼公司更為這個項目特製了一套燈光系統。以往噴泉的燈光都是另外安裝，但華特迪士尼公司的專利設計則連大功率LED燈光一併安裝左噴嘴上，使燈光效果更明顯。系統方面，其採用了一套桌上電腦軟件，由三台操控台分別操控噴泉、燈光和錄像部分，並設多個流動控制台，由一套總系統負責協調及總操作噴泉運作。
及後，華特迪士尼繼續為本噴泉加裝更多設施。於2015年，迪士尼加裝了大量LED燈光在噴泉後方的過山車路軌上，可以與水面上的噴泉作互動；另外，亦加裝了數十支電腦燈在摩天輪的中央部分的地方；迪士尼更在噴泉中央加裝了一支特製的火焰噴射器，其火焰高度可達100公尺，大大提升了噴泉的可觀性。

### 杜拜朱美拉棕櫚島棕櫚噴泉
2020年10月22日，阿拉伯联合酋长国迪拜朱美拉棕櫚島上的全球最大的音樂噴泉棕櫚噴泉（Palm Fountain）建成。噴泉总面积為1.5万平方米。

## 知名公司
- WET Design是總部位於美國洛杉磯的噴泉公司，成立於1983年。是以數碼噴泉（Oarsmen®）和氣爆噴泉（Shooters®）為主打產品，擁有60多項與照明、水控制和噴泉設備有關的專利。[14]

- Liquid Fireworks（Waltzing Waters®）是總部位於美國開普科勒爾的噴泉公司，1930年在德國成立。該公司每個工程幾乎都使用統一的噴泉款式，噴泉風格明顯，被很多公司參考模仿。

- Aquatique Show是總部位於法国斯特拉斯堡的噴泉公司，成立於1979年。開發了许多有特色的噴泉款式，如数码水帘、特纳多喷泉等，其不局限于固定噴泉，以承接音樂會、演唱會等大型活動為特色。[15]